# Cefiso (Atene)
Il Cefiso (in greco antico: Κηφισσός?, Kephissós) è un fiume dell'Attica che, insieme all'Ilisso, bagna la pianura ateniese. Nasce tra il monte Parnete e il monte Pentelico, ad ovest di Atene, e si getta nella baia del Falero.
Nell'antichità, prima di sfociare, attraversava le lunghe mura. Strabone afferma che le sue sorgenti si trovassero a Trinemii, mentre William Martin Leake sostiene che siano localizzate tra il lato occidentale del monte Pentelico e quello meridionale del Parnete, nella cresta intermedia che li unisce, precisamente presso l'abitato di Cefisia, a Fasidhero (altro villaggio nella stessa zona) o a Tatoy, vicino all'antica Decelea, presso la parete più ripida del Parnete, da cui discende un torrente che si unisce ad un altro corso d'acqua.
Strabone racconta che il Cefiso fosse semplicemente un ruscello, del tutto in secca in estate, ma i geografi moderni scrivono che questo fiume sia l'unico corso d'acqua dell'Attica ad avere un regime regolare durante tutto l'anno. Nell'antichità il fiume scorreva in un unico letto, ma in seguito il suo corso è stato deviato e sono stati scavati altri canali con il fine di irrigare i campi e gli uliveti della zona.